# Dachsteinblick
De Dachsteinblick is een berg in de deelstaat Opper-Oostenrijk, Oostenrijk. De berg heeft een hoogte van 1.559 meter. 
De Dachsteinblick is onderdeel van het Höllengebergte.